# 冥枯叶蛾属
冥枯叶蛾属为枯叶蛾科的一个單型屬，僅有紫冥枯葉蛾（Cerberolebeda styx）一個物種，分布於印度東部、中國南部（雲南、廣西、廣東、海南）與大陸東南亞北部。前翅外緣平直，R5脈和M1脈共脈，R2脈和R3脈共脈，臀脈僅有A2一條；翅面呈暗褐色，自基部沿外緣有黑色的漸層色帶，後緣至CuA2與A2脈之間呈沙黃色。體軀呈黃棕色，前足脛節具有大型的紡錘狀前脛突（epiphysis）。